# وقتی شب به درازا می‌کشد
وقتی شب به درازا می‌کشد (نروژی: Når nettene blir lange) یا هراس و تشنج در کلبه (انگلیسی: Cabin Fever) یک فیلم درام نروژی است که در سال ۲۰۰۰ منتشر شد و نخستین فیلم نروژی بر پایهٔ اصول جنبش دگما ۹۵ است.

## بازیگران
- سواین شافنبرگ
- گوریلد مائوست
- زبیگنیف زاماخوفسکی
- کاری سیمونسن
- بیارته یالملاند